# Mimulus moschatus
Mimulus moschatus é uma espécie de planta com flor pertencente à família Scrophulariaceae. 
A autoridade científica da espécie é Douglas ex Lindl., tendo sido publicada em Botanical Register; consisting of coloured...13: pl. 1118. 1828.

## Portugal
Trata-se de uma espécie presente no território português, nomeadamente em Portugal Continental, no Arquipélago dos Açores e no Arquipélago da Madeira.
Em termos de naturalidade é introduzida nas três regiões atrás referidas.

## Protecção
Não se encontra protegida por legislação portuguesa ou da Comunidade Europeia.